# Ese fin de semana
Ese fin de semana es una película dramática argentina-brasileña de 2021 dirigida por Mara Pescio. Relata la historia de una madre que regresa a su pueblo para reencontrarse con su hija después de 10 años. Está protagonizada por Miss Bolivia e Irina Misisco. La película se estrenó mundialmente el 22 de septiembre de 2021 durante el Festival Internacional de Cine de San Sebastián, mientras que su lanzamiento en las salas de cines de Argentina fue 9 de diciembre de 2021.

## Sinopsis
Narra la historia de Julia, una cantante que trabaja en diversos bares y discotecas en Brasil, pero lo que gana no le alcanza para pagar una gran deuda que tiene y se ve obligada a regresar a Argentina, para buscar un dinero que guardó en su antigua vivienda familiar. Durante su regreso, se volverá a encontrar con Clara, su hija adolescente a quien no ve hace más de 10 años y deberá firmar un permiso para que pueda irse a vivir con su padre a Paraguay. Además, Julia deberá lidiar con los reclamos de los vecinos que estafó económicamente y cuyo dinero nunca se supo el destino.

## Elenco
- Miss Bolivia como Julia
- Irina Misisco como Clara
- Laura Kramer como Fernanda
- Gabriela Saidón como Gloria
- Sergio Prina como Ariel
- Lola Banfi como María

## Recepción

### Comentarios de la crítica
En el sitio web Todas las críticas, la película posee una aprobación del 65% basado en 14 reseñas. Juan Pablo Cinelli de Página/12 puntuó a la película con un 6, diciendo que «Ese fin de semana comete algunos excesos leves que enturbian el contacto con el realismo» reflejado en las «actitudes que los personajes asumen pero que no coinciden con el momento dramático que enfrentan». Adolfo C. Martínez de La Nación rescató que «Mara Pescio logró un film cálido», mientras que «Miss Bolivia, la protagonista, aporta suficiente ternura a su papel de madre». Diego Batlle de Otros cines destacó que «el trabajo de Pesce logra retratar esos climas tan propios de una zona de frontera». Diego Lerer de Micropsia mencionó que se trata de una «película poética», «libre» y con una «muy buena y expresiva fotografía».
En una reseña para Escribiendo cine, Emiliano Basile escribió que es «una película con la capacidad de trasmitir emociones a través de la vida de personas reconocibles en sus anhelos y defectos». Bruno Calabrese de Solo fui al cine elogió las actuaciones de Miss Bolivia y Misisco, asegurando que amabas «le imprimen a sus respectivos papeles realismo y emoción».

### Premios y nominaciones
| Lista de premios y nominaciones | Lista de premios y nominaciones   | Lista de premios y nominaciones | Lista de premios y nominaciones | Lista de premios y nominaciones | Lista de premios y nominaciones |
| Año                             | Organización                      | Categoría                       | Nominado/a(s)                   | Resultado                       | Ref(s)                          |
| ------------------------------- | --------------------------------- | ------------------------------- | ------------------------------- | ------------------------------- | ------------------------------- |
| 2021                            | Festival Audiovisual de Bariloche | Mención especial                | Ese fin de semana               | Ganador                         | [ 13 ]                          |
| 2021                            | Festival Audiovisual de Bariloche | Premio Género DAC               | Mara Pescio                     | Ganadora                        | [ 13 ]                          |
| 2021                            | Festival Audiovisual de Bariloche | Mejor actuación                 | Irina Misisco                   | Ganadora                        | [ 13 ]                          |
| 2021                            | Premios Sur                       | Mejor ópera prima               | Ese fin de semana               | Nominado                        | [ 14 ]                          |
| 2021                            | Premios Sur                       | Mejor actriz revelación         | Miss Bolivia                    | Nominada                        | [ 14 ]                          |
| 2022                            | Premios Cóndor de Plata           | Revelación femenina             | Miss Bolivia                    | Nominada                        | [ 15 ]                          |